# Kościół ewangelicki w Raciborzu (ulica Wileńska)
Kościół ewangelicki w Raciborzu – kościół ewangelicki, który znajdował się w Raciborzu. Była to świątynia luterańska. Powstała w latach 1909–1911 na rogu obecnych ulic Wileńskiej i Ogrodowej, naprzeciwko Zespołu Szkół Zawodowych, rozebrany w latach 60. XX wieku.

## Historia
Pierwszy kościół ewangelicki powstał w latach 60. XVI wieku na placu Zborowym. Była to drewniana budowla, która spłonęła 23 kwietnia 1574. W 1779 kamień węgielny został położony na placu Długosza, gdzie miała powstać nowa świątynia. Poświęcenie kościoła miało miejsce w 1782. Był on także kościołem garnizonowym. W 1830 budowla została rozebrana, gdyż groziło jej zawalenie. Następnie raciborscy ewangelicy zaadaptowali na swoją świątynię sekularyzowany kościół klasztorny św. Ducha przy ulicy Gimnazjalnej. Ponieważ jednak stary kościół nie odpowiadał potrzebom wiernych, postanowiono wybudować nowy.
23 marca 1904 parafia ewangelicka nabyła od Hermine Frank teren o powierzchni 22,21 arów, położony przy ulicy Wileńskiej (wówczas Hohenzollernstraße). W kolejnych latach powiększono teren o przyległe grunty do 1,1 hektara. Projekt nowej świątyni wykonał berliński architekt, Jürgen Kröger. Kamień węgielny położono 19 września 1909. Budowę zakończono po dwóch latach i poświęcenie odbyło się 1 listopada 1911. Wraz z kościołem wzniesiono także budynek plebanii oraz dom parafialny. Całkowity koszt budowy wyniósł 350 000 marek. Podczas II wojny światowej sam kościół nie uległ większym zniszczeniom. Plebania została jednak splądrowana przez radzieckie wojska, a dom uległ pożarowi.
Po wojnie kościół powoli niszczał. W latach 60. XX wieku najpierw chciano przebudować go na salę widowiskową, później z dachów zdjęto miedzianą blachę oraz dachówki, aż w końcu całkiem go rozebrano. W latach 1973–1978 w miejscu, gdzie stał wybudowano Państwową Szkołę Muzyczną I stopnia. Budynki plebanii i domu parafialnego stoją natomiast do dziś, jednak zaadaptowano je do innych celów. W budynku plebanii początkowo odbywały się nabożeństwa ewangeliczne, jej część wykorzystano także na mieszkania. Nabożeństwa przeniesiono potem do kaplicy na cmentarzu ewangelickim przy ulicy Starowiejskiej, a w połowie lat 60. XX wieku wykwaterowano mieszkańców. 22 lipca 1969 do budynku przeniesiono urząd stanu cywilnego. W 2005 przeszedł na własność miasta, w latach 2006–2007 budynek zmodernizowano. Dom parafialny odbudowano w latach 1957–1961 i urządzono w nim siedzibę Cechu Rzemiosł Różnych. Później w budynku umieszczono również inne instytucje.

## Architektura
Kościół był jednym z symboli przedwojennego Raciborza. U wejścia, które znajdowało się od strony dzisiejszej ulicy Wileńskiej znajdował się wsparty na cokołach główny portal z piaskowca. Od strony frontowej kościół posiadał dwie wieże w stylu barokowym, których hełmy pokryte zostały miedzianą blachą. Znajdowały się w nich trzy dzwony z 1837, przeniesione z kościoła św. Ducha. Owalna część centralna pokryta była wspartą na czterech kolumnach kopułą. Mury kościoła wykonane były z czerwonej cegły klinkierowej. Jego długość wynosiła 44,5 m, szerokość 30 m, a wysokość wież wraz z krzyżami 51 m. Kopuła wznosiła się na wysokość 17 m.
Wewnątrz ściany wykonane były z szarego tynku i zdobione były złoceniami. Przedłużeniem portalu był obszerny przedsionek, nad którym znajdował się chór muzyczny. W prezbiterium umieszczony był ołtarz przeniesiony z kościoła św. Ducha, wyposażony jednak w nowy obraz przedstawiający Zdjęcie z Krzyża autorstwa prof. Eduarda Kaempffera. Na witrażach przedstawiono sceny z Nowego Testamentu.